# Niederschlesien
Niederschlesien er en tidligere provins i Freistaat Preußen, der tilhører den historiske region Schlesien. Hovedstaden var Breslau. Niederschlesien bestod af to Regierungsbezirke, Breslau og Liegnitz. Det nuværende polske Voivodskabet Nedre Schlesien dækker størsteparten af dette område efter delingen mellem Tyskland og Polen i 1945.

## Areal og befolkning
26.616 km2 med 3.132.135 indbyggere(1925), 118 pr. km2. 1910—25 udgjorde befolkningstilvæksten 4,7 %.
I 1925 boede 51,9 % af befolkningen i byerne, heraf 17,8 % i Breslau.

## Religion
I 1925 var 67,7 % evangeliske, 29,6 % romersk-katolske og 1 % jøder.

## Uddannelsesvæsen
I 1927 fandtes 3.266 folkeskoler, 94 mellemskoler, 24 lyceer, 3 overlyceer, 5 studieanstalter, 11 kvindeskoler, 3 realskoler, 10 overrealskoler, 5 realprogymnasier, 1 progymnasium, 18 realgymnasier, 25 gymnasier, 1 universitet og 1 teknisk højskole i Breslau.

## Arealanvendelse
1926 fandtes 50,2 % agerland og have, 11,1 % eng og græsgange, 29 % skov. På 434 ha dyrkedes vin.

## Beskæftigelse
1925 var 36 % af den erhvervsaktive befolkning beskæftigede i land- og skovbrug, 37,5 % i industri og håndværk, 14,6 % i handel og samfærdsel. 1926 produceredes 5,59 mio. t kul til en værdi af 72,6 mio. reichsmark i 14 miner af 29.107 mand. I 1925 fandtes 91.773 industrielle virksomheder med 591.024 mand beskæftigede.

## Samfærdsel
I 1926 fandtes 3.016 km rigsjernbaner, 119 km privatbaner, 12.016 km provins- og kredsveje samt 880 postkontorer.

## Administrativ inddeling
Provinsen var delt i 2 Regierungsbezirke, 42 landkredse og 9 byer.

### Regierungsbezirk Breslau

#### Stadtkreise
1. Stadtkreis Breslau
2. Stadtkreis Brieg
3. Stadtkreis Schweidnitz
4. Stadtkreis Waldenburg

#### Landkreise
1. Landkreis Breslau
2. Landkreis Brieg
3. Landkreis Frankenstein in Schlesien
4. Landkreis Glatz
5. Landkreis Groß Wartenberg
6. Landkreis Guhrau
7. Landkreis Habelschwerdt
8. Landkreis Militsch
9. Landkreis Namslau
10. Landkreis Neumarkt
11. Landkreis Oels
12. Landkreis Ohlau
13. Landkreis Reichenbach im Eulengebirge
14. Landkreis Schweidnitz
15. Landkreis Strehlen
16. Landkreis Trebnitz
17. Landkreis Waldenburg in Schlesien
18. Landkreis Wohlau

### Regierungsbezirk Liegnitz

#### Stadtkreise
1. Stadtkreis Glogau
2. Stadtkreis Görlitz
3. Stadtkreis Hirschberg im Riesengebirge
4. Stadtkreis Liegnitz

#### Landkreise
1. Landkreis Bunzlau
2. Landkreis Fraustadt
3. Landkreis Freystadt in Niederschlesien
4. Landkreis Glogau
5. Landkreis Görlitz
6. Landkreis Goldberg
7. Landkreis Grünberg in Schlesien
8. Landkreis Hirschberg im Riesengebirge
9. Landkreis Hoyerswerda
10. Landkreis Jauer
11. Landkreis Landeshut in Schlesien
12. Landkreis Lauban
13. Landkreis Liegnitz
14. Landkreis Löwenberg in Schlesien
15. Landkreis Lüben
16. Landkreis Rothenburg in Oberlausitz
17. Landkreis Sprottau